# Skilling-Insel
Die Skilling-Insel ist eine kleine Insel im Archipel der Südlichen Orkneyinseln. Sie gehört zur Gruppe der Robertson-Inseln und liegt unmittelbar nördlich der Atriceps-Insel.
Wenngleich die Insel schon sehr viel früher in Kartenmaterial enthalten ist, fand die erste Vermessung erst 1933 durch Teilnehmer der britischen Discovery Investigations statt. Das UK Antarctic Place-Names Committee benannte sie 1955 nach Charles John Skilling (1930–1952), allgemeiner Assistenzwissenschaftler des Falkland Islands Dependencies Survey auf der Signy-Insel im Jahr 1949 und dabei Mitglied einer Schlittenmannschaft für den Besuch der Robertson-Inseln, der am 17. April 1952 wenige Stunden vor Erreichen von Port Stanley an Bord des Forschungsschiffs John Biscoe an einer Lungenentzündung gestorben war.